# Alfred C. Crowle
Alfred C. Crowle (* in Mexiko; † unbekannt) war ein englischstämmiger Fußballspieler und Trainer in Mexiko.

## Leben

### Vorgeschichte
Um 1900 nahm die britische Bergwerksgesellschaft Pachuca and Real Del Monte ihre Tätigkeit in der mexikanischen Stadt Pachuca, der Hauptstadt des Bundesstaates Hidalgo, auf. Die vorwiegend englische Belegschaft brachte den Fußball mit und gründete gegen Ende des Jahres 1900 den Pachuca Athletic Club, der als ältester noch existierender Fußballverein Mexikos gilt.

### Spieler
„Alfredo“ Crowle, wie er schon bald von der einheimischen Bevölkerung genannt wurde, war der Sohn englischer Auswanderer, sein Vater arbeitete als Bergarbeiter. Ab 1904 spielte er in den Nachwuchsmannschaften des Pachuca AC. In der Saison 1908/09 stieg er in die erste Mannschaft auf und wurde bald zu einem wichtigen Bestandteil derselben. In den Spielzeiten 1910/11 und 1914/15 gewann der treffsichere Crowle zweimal die Torjägerkrone der Primera Fuerza und 1917/18 war er Mitglied der Meistermannschaft des Pachuca AC.

### Vereinstrainer
Nachdem er seine aktive Karriere beendet hatte, trainierte er den Pachuca AC und führte ihn zur Meisterschaft der Liga Mexicana in der Saison 1919/20.

### Mitbegründer des Club Necaxa
Im folgenden Jahr zerfiel die Mannschaft des Pachuca AC und Alfred Crowle, dessen Bekanntheit weit über Pachuca hinaus reichte, verzog 1921 in die Hauptstadt, um für die Cia. de Luz y Fuerza zu arbeiten. Deren Geschäftsführer William H. Frasser, ein einflussreicher Unternehmer und Fußballenthusiast, bat Crowle, ihm beim Aufbau eines neuen Fußballvereins zu helfen. Gemeinsam fusionierten sie die von Frasser gegründeten Mannschaften Luz y Fuerza und Tranvias mit Wirkung vom 21. August 1923 zum Club Necaxa.

### Nationaltrainer
1935 fungierte Crowle als Nationaltrainer Mexikos und darf – gemessen an seinen Erfolgen – als erfolgreichster Trainer in der Geschichte der mexikanischen Fußballnationalmannschaft gelten; denn unter seiner Regentschaft gewann die Auswahl Mexikos, die schwerpunktmäßig aus Spielern des zu jener Zeit dominierenden Club Necaxa gebildet wurde, alle Spiele. Eine derartige Erfolgsquote verzeichnen nur acht Nationaltrainer in der Geschichte des mexikanischen Fußballs. Doch während die anderen sieben Trainer nur jeweils für ein bis drei Länderspiele verantwortlich waren, betreute Crowle die Mannschaft fünfmal. Zugleich gewann die Nationalelf bei diesen Spielen auch ihren ersten internationalen Titel: die Zentralamerikanische Meisterschaft 1935 in El Salvador. Die nachstehenden Ergebnisse (jeweils aus der Sicht Mexikos) zeugen von der absoluten Dominanz der Mexikaner bei diesem Turnier:
| Datum         | Gegner      | Ergebnis |
| ------------- | ----------- | -------- |
| 27. März 1935 | El Salvador | 8:1      |
| 28. März 1935 | Guatemala   | 5:1      |
| 30. März 1935 | Kuba        | 6:1      |
| 1. April 1935 | Honduras    | 8:2      |
| 2. April 1935 | Costa Rica  | 2:0      |